# Ugo Ferrero
Ugo Ferrero (Chieti, 15 luglio 1892 – Schelkowhammer, 28 gennaio 1945) è stato un generale italiano, trucidato dai nazisti in Polonia, durante una marcia della morte. Il suo assassinio avvenne dopo l'evacuazione dell'Offizierlager 64/Z di Schokken, nel quale era stato deportato assieme ad altri duecento ufficiali generali italiani fatti imprigionare dal Reich nazista dopo l'8 settembre 1943 per non essersi voluti piegare al nazifascismo al momento dello sbando dell'esercito italiano.

## Biografia
Nacque a Chieti il 15 luglio 1892, figlio di Vincenzo. Di media statura, magrissimo e di aspetto elegante, fu avviato giovanissimo alla carriera militare. Frequentò la Regia Accademia Militare di Fanteria e Cavalleria di Modena uscendone il 17 settembre 1911 con il grado di sottotenente assegnato all'arma di fanteria. Fu subito mandato in Libia per partecipare alla guerra italo-turca. Con i gradi di capitano e maggiore prese parte alla prima guerra mondiale, ottenendo una Croce di guerra al valor militare sul Monte Grappa e sul Cismon, presso il comando della 22ª Divisione, per il fatto d'arme conclusivo della vittoria il 24 ottobre - 3 novembre 1918.
Divenuto tenente colonnello dal 16 novembre 1927 fu Addetto militare presso la Repubblica di Weimar e, nel 1934, divenne insegnante di lingua tedesca presso la Regia Accademia di Fanteria e Cavalleria a Modena permanendovi sino al 31 dicembre 1935, quando fu posto a disposizione e collocato fuori quadro. Era sposato con la signora Francesca Intonti, della buona società modenese.
Con lo scoppio della seconda guerra mondiale fu richiamato in servizio da colonnello della riserva (anzianità 1 luglio 1937, presso l'accademia di Modena), e fu promosso generale di brigata della riserva il 1º gennaio 1942, assegnato al comando di uno speciale corso di accertamento per allievi ufficiali provenienti dai sottufficiali, dislocato al Palazzo Ducale di Sassuolo. Dopo la promulgazione dell'armistizio di Cassibile, il 9 settembre 1943, quando le SS, sopraffatto un piccolo presidio, si diressero verso il Palazzo Ducale, e il generale ordinò che si aprisse il fuoco. Dopo due ore di combattimento e dopo aver avuto tra i suoi militari due morti (soldato Ermes Malavasi e tenente Ugo Stanzione) ed una ventina di feriti, egli dovette arrendersi. I tedeschi concessero l'onore delle armi, ma lo deportarono in un campo di concentramento in Polonia. A Schelkown il generale si ammalò gravemente di tubercolosi. Quando gli offrirono di tornare in Italia per essere curato, a condizione che giurasse fedeltà alla Repubblica Sociale Italiana, si rifiutò.

### La marcia della morte
Quando a metà gennaio 1945 l'Armata Rossa sovietica era ormai sulla Vistola, i tedeschi decisero l'evacuazione del campo con trasferimento degli internati a Luckenwalde, località a sud di Berlino. Iniziava così una delle tante marce della morte, con la colonna dei generali che fu divisa in più tronconi. Assieme ad altri sedici compagni di prigionia, Ferrero si fermò con alcuni compagni, durante il cammino, in una taverna alla ricerca di cibo: vennero notati da un sottufficiale della Luftwaffe e denunciati alle SS.
Fu a Kuźnica Żelichowska, prima che la marcia potesse riprendere, che - sotto gli occhi di donne polacche e deportati atterriti - avvenne la carneficina per coloro che non erano in grado di camminare. Il primo a cadere sotto il fuoco nazista fu il generale Carlo Spatocco; poi venne la volta del generale Emanuele Balbo Bertone; quindi toccò ad Alberto Trionfi essere ucciso, e dopo di lui ai generali Alessandro Vaccaneo, Giuseppe Andreoli e Ugo Ferrero.  Prima di essere abbandonato sulla strada ghiacciata ed essere ucciso con un colpo di fucile da un caporale delle SS, dopo che la colonna di prigionieri aveva ripreso la marcia, Ferrero, dopo essersi passata una mano sul viso per liberarlo dai ghiaccioli che gli coprivano gli occhi e la bocca disse: Non posso più camminare, ho il piede gonfio, le gambe non mi reggono. Conosco la sorte che mi attende; raccontate a mia moglie come sono morto. Poi si accasciò nella neve, mentre un commilitone lo esortava ad avere fede in Dio e sperare che la scorta lo avrebbe lasciato lì, senza fargli del male. Il corpo del generale Ferrero non fu mai ritrovato.
Dopo un'errata informazione, pervenuta nel maggio 1945 alla famiglia dall'Ambasciata italiana a Mosca, che segnalava Ferrero vivo e in buona salute, nel mese successivo si ebbe la conferma, con lettera di scuse, della morte dell'ufficiale. Una via gli è stata intitolata nella città di Sassuolo.